# Chuuk
Chuuk (indtil 1990 Truk) er en atol i Carolinerne i Stillehavet. Sammen med andre mindre øer og atoller udgør Chuuk forbunds(del)staten af samme navn i den uafhængige østat Mikronesien. Med næsten 50.000 indbyggere er det langt den mest folkerige stat i landet.

## Geografi
I lagunen ved Chuuk er der 11 større vulkanske øer, som alle er beboede og 46 mindre øer, som alle er omgivet at et stort koralrev, hvor der yderligere findes 41 små koraløer, hvoraf de fleste er ubeboede. Forbundsstaten Chuuk omfatter i alt 194 øer, som til dels ligger hundreder af kilometer fra hinanden. De fleste øer er ubeboede, da de ikke rummer drikkevand. 
Hovedstaden i forbundsstaten Chuuk er Weno.

## Historie
Fra det 16. århundrede var Chuuk en spansk besiddelse. I 1898 blev det en tysk koloni. Under 1. Verdenskrig blev øen besat af Japan. 
Den omstændighed at Chuuk ligger cirka halvvejs mellem Hawaii og Filippinerne gjorde øen strategisk værdifuld. Japanerne opbyggede en af deres vigtigste flådebaser og placerede en større del af deres Stillehavsflåde på øen. Desuden drev de under 2. verdenskrig arbejdslejre, hvortil totredjedele af befolkningen fra øen Nauru blev deporteret.
Den 17. og 18. februar 1944 blev Chuuk massivt bombarderet under Operation Hailstone af fly fra den amerikanske flåde. Derved blev den japanske base og store dele af øen næsten fuldstændig ødelagt. Over 70 opankrede japanske krigsskibe blev sænket. 
Det kom ikke til en amerikansk invasion af øen. Efter krigens slutning blev Chuuk en del af det amerikanske mandatområde i Stillehavet. 
Den 10. maj 1979 underskrev Chuuk forfatningen for Mikronesien og blev ved den officielle uafhængighed den 3. november 1986 en integreret del af denne nye nation.

## Vrag
På grund af krigshandlingerne ligger der skibsvrag på grund indenfor lagunen. Mange af skibene ligger på ret køl på ca. 20 meter vand, og man kan dykke ned til dem. Vragene på Chuuk er fredede og må ikke forandres. 